# Паразитное питание (электроника)
Парази́тное питание — использование линий информационных сигналов для питания электронного устройства (вместо выделенных линий питания).
Существуют системы, в которых паразитное питание — штатный механизм обеспечения питания подключённых устройств. Примерами могут служить шина 1-Wire, токовая петля 4-20 мА, шлейфы охранно-пожарных систем, фантомное питание в аудиосистемах, некоторые варианты Power over Ethernet, бесконтактные карты и пассивные системы RFID в целом.
Иногда паразитное питание извлекают из сигнальных линий, не предназначенных для этого. Отбираемая мощность при этом должна быть достаточно малой, чтобы не нарушить работу сигнальной линии по её прямому назначению. Так работали, например, первые компьютерные мыши, подключаемые к порту RS-232.
Паразитное питание может быть непреднамеренным, то есть возникать в результате ошибки проектирования или небрежности. Обычно такая ситуация имеет место, когда на входы интегральных схем подаются сигналы при отсутствии штатного питания. Схема при этом получает питание от сигнальных линий через встроенные в микросхему защитные диоды. Это может привести к повышенному энергопотреблению в ждущем режиме и повреждению микросхемы (если превышен допустимый ток защитных диодов) .